# Werner Seelenbinder
Werner Seelenbinder (Stettino, 2 agosto 1904 – Brandeburgo sulla Havel, 24 ottobre 1944) è stato un lottatore e antinazista tedesco.
Membro del Partito comunista tedesco (KPD), fu fra i più quotati atleti internazionali di lotta greco-romana del suo tempo. Il suo curriculum di lottatore è stato eccezionale: vincitore assoluto dei Giochi olimpici operai, o Arbeiterolympiade in tedesco, a Francoforte nel 1925 e alle Spartachiadi di Mosca nel 1928 e 1929. Ottenne un quarto posto alle Olimpiadi di Berlino del 1936, la medaglia di bronzo ai campionati europei di Parigi nel 1937 e di Tallinn nel 1938 e sei medaglie d'oro ai campionati nazionali tedeschi nel periodo 1933-1941.
Membro del gruppo di resistenza antinazista capeggiato da Robert Uhrig, venne arrestato dalla Gestapo nel febbraio 1942. Dopo giorni e giorni di torture e due anni e mezzo di continui spostamenti fra campi di concentramento e prigioni, e dopo aver perso 30 dei suoi originari 90 kg di peso corporeo, venne condannato a morte dal Volksgerichtshof, il cosiddetto Tribunale del Popolo, competente per i reati politici contro il regime nazista. Venne decapitato il 24 ottobre 1944 nella prigione di Brandenburg-Görden.

## Percorso umano, professionale e di resistente antinazista

### Gli inizi della carriera di lottatore
Werner Seelenbinder iniziò ad avvicinarsi all'atletica pesante a Neukölln, un sobborgo situato nella periferia meridionale di Berlino, dove è esistita una targa a suo ricordo, nei pressi di un piccolo stadio sportivo. Tale zona era negli anni venti, ed in parte è ancora, una zona proletaria, e Werner, nativo di Stettino, in quel periodo fece diversi lavori: muratore come suo padre, e poi, più stabilmente, falegname.
Entrò nella Arbeiterathletenbund (associazione sportiva operaia), associazione sportiva associata ai partiti di sinistra come ve ne erano molte in Germania. Dopo il primo viaggio a Mosca si convinse a diventare un membro del partito comunista tedesco.

### Il mancato saluto ad Hitler
Nel 1933 Hitler formò il governo e nell'immediato furono disciolte le organizzazioni di tutti i tipi che facessero riferimento alla classe operaia. Werner, ventinovenne, era già assai conosciuto e benvoluto dal pubblico sportivo, e proprio questo impedì in un primo momento al regime di perseguitarlo. Di lì a pochi mesi si aggiudicò il suo primo titolo di campione di Germania dopo le finali di Dortmund, e ricevette l'ovazione della folla presente nello stadio. A questo punto viene suonato l'inno nazista, durante il quale i presenti dovevano alzarsi e salutare a mano tesa. Werner restò invece immobile con le mani dietro la schiena e non cantò l'inno. Rivolse al pubblico, per ringraziarlo del calore dimostrato durante l'incontro, il mazzo di rose che gli viene portato in qualità di vincitore, e, dopo averlo aperto, offrì i fiori in esso contenuti ai suoi due ex avversari battuti e presenti sul podio. Costoro, intimoriti dall'entusiasmo che il campione aveva suscitato, li accettarono: per tale gesto a Werner fu proibito di partecipare alle manifestazioni sportive per circa un anno e mezzo.

### Ingresso nella Resistenza
Finito il periodo di squalifica, Seelenbinder si recò all'estero, sia prima che dopo le Olimpiadi di Berlino. Era invitato spesso per competizioni di lotta greco-romana di alto livello, e Werner utilizza questi viaggi per portare materiale di propaganda contro il regime nazionalsocialista usando degli scomparti segreti nelle sue valigie. In queste competizioni era importante ottenere vittorie o buoni piazzamenti, per poter proseguire il suo lavoro clandestino a mezzo dei frequenti inviti. Il suo carico di materiale sovversivo riguardava soprattutto il Soccorso Rosso Internazionale, una delle ultime organizzazioni che in qualche maniera poteva tentare di ostacolare i nazisti.
Dal 1938 Werner iniziò la vera e propria militanza nella Resistenza tedesca, aderendo alla formazione di Robert Uhrig, operaio berlinese della Osram, il Robby Gruppe. Questa organizzazione era ben radicata nella classe operaia di Berlino, e ne facevano parte alcune centinaia di aderenti attivi, molti dei quali comunisti.
La compagna di Werner era Charlotte Eisenblätter, un'altra atleta comunista che subì la sua stessa sorte.

### Le olimpiadi di Berlino
Werner riuscì a superare i criteri per l'ammissione ai Giochi della XI Olimpiade, e decise di compiere un gesto plateale di disprezzo verso Hitler ed il regime nazista nel caso di vittoria:
(citato ne il Manifesto del 4 settembre 2008)
Si piazzò solo quarto, ma il suo progetto era ben noto, in quanto non lo aveva per nulla tenuto nascosto.

### La cattura
Il gruppo Robby era una organizzazione antinazista compatta e forte, soprattutto se rapportato ai tempi e agli scarsi mezzi a disposizione. Werner si attivava per fornire denaro e rifugio ai compagni ormai individuati.
I nazisti non potevano permettersi di lasciar sopravvivere una simile forza antagonista e intervennero con un blitz fulmineo delle SS, che portò in carcere il 4 novembre 1942 la stragrande maggioranza dei militanti del gruppo, tra i quali Werner. Il grande lottatore fu inviato nel carcere di Alexanderplatz poi a Großbeeren, dove era stato allestito uno dei lager più duri. Lì fu picchiato e torturato affinché rivelasse i nomi dei compagni ancora latitanti: il lottatore non collaborò; a un giovane compagno, con imputazioni più leggere delle sue e con qualche possibilità di sopravvivere, disse:
(citato ne il Manifesto del 4 settembre 2008)
Scrisse al padre: 
(citato ne il Manifesto del 4 settembre 2008)

### L'epilogo
Il 24 ottobre 1944 fu giustiziato per decapitazione insieme ad altri detenuti della prigione di Brandenburg-Görden. Mentre venivano portati al luogo dell'esecuzione, Werner si girò verso gli altri prigionieri che osservavano il mesto corteo e gridò:
(citato ne il Manifesto del 4 settembre 2008)
Il 21 ottobre era stato trucidato Robert Uhrig, comandante del Robby Gruppe.

### Il ricordo

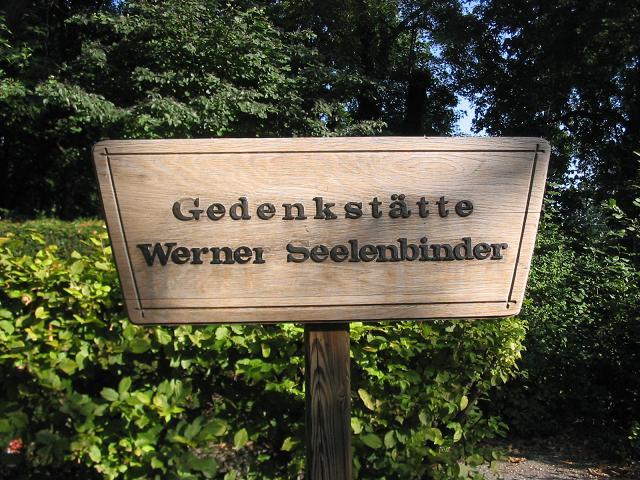
Targa commemorativa

Il 29 luglio 1945 l'urna contenente le ceneri di Werner fu sepolta presso il suo antico club sportivo e lo stadio intitolato "Seelenbinder-Werner-Kampfbahn"; nel periodo della guerra fredda, essendo Werner comunista, lo stadio fu rinominato "Stadion Neukölln" nel 1949. Diverse scuole, strade e impianti sportivi nella Germania orientale, furono intitolati al "lottatore rosso".
Il 2 agosto 2004 è stata tenuta una commemorazione in suo onore innanzi allo stadio Neukölln e, il 24 ottobre 2004, in occasione del sessantesimo anniversario della morte, lo stadio è stato intitolato, ancora una volta, in sua memoria: "Werner-Seelenbinder-Stadion".